# Siegfried Fricker
Siegfried Fricker (* 3. März 1907 in Jestetten; † 25. Februar 1976 ebenda) war ein deutscher Bildhauer.

## Biographie
Ausgebildet als Holz- und Steinbildhauer, legte er 1925 seine Gesellen- und 1936 seine Meisterprüfung ab. Dazwischen besuchte er die Kunsthochschule München. Seit 1936 führte er eine eigene Werkstatt in Jestetten, die in der Folge einige Bundessieger im Bildhauerbereich hervorbringen sollte.

## Kunstwerke
Fricker wurde insbesondere durch seine zahlreichen Kreuzwege bekannt, die er in Holz und Stein ausführte. Insgesamt sind 36 dieser Kreuzwege erhalten, so zum Beispiel in St. Peter, Mannheim, die im Zuge des Wiederaufbaus nach 1945 auch weitere Werke des Künstlers erhielt. Auch in der ab 1952 neu errichteten Mariä-Himmelfahrt-Kirche in Neuenburg am Rhein, ist einer seiner Eichenholz-Kreuzwege zu bewundern, der 1965 geschaffen, ursprünglich für die Heilig-Kreuz-Kapelle am Südrand der Stadt gefertigt wurde. In der Dormitio-Kirche zu Jerusalem wurde durch ihn eine Kapelle mit Elfenbein- und Ebenholz-Reliefs ausgeschmückt. In der Herz-Jesu-Kirche in Freiburg im Breisgau wurde der Marienaltar 1962 mit einer durch Fricker geschaffenen Marienskulptur geschmückt. Neben Holz und Stein schuf Fricker auch Glasfenster, malte und illustrierte Bücher. Während seiner Militärzeit in Russland während des Zweiten Weltkrieges schuf er so in Minsk zwei gemalte Kreuzwege.
In seinem Heimatort Jestetten sind zahlreiche seiner Kunstwerke in Form von Wandgemälden oder Glasfenstern erhalten.